# La hora incógnita
La hora incógnita es una película española, estrenada el 26 de diciembre de 1964, escrita y dirigida por Mariano Ozores.

## Argumento
Un misil nuclear de origen desconocido se ha desviado de su trayectoria accidentalmente, e impactará sobre una pequeña ciudad española en dos horas. Tras la masiva y urgente evacuación de la ciudad, un reducido grupo de personas se han quedado atrapadas en ella sin escapatoria. Nos descubren su forma de vida, sus defectos y ambiciones antes de que caiga el proyectil; pero surge la posibilidad de salvarse alguna de ellas gracias a una motocicleta.

## Reparto
- Emma Penella, como la prostituta.
- José Luis Ozores, como el borracho.
- Antonio Ozores, como el ladrón.
- Carlos Ballesteros, como el amante de Ana.
- Mabel Karr, como Ana.
- Enrique Vilches, como el señor del gato.
- Mercedes Muñoz Sampedro, como Sofía.
- Mari Carmen Prendes, como Remedios.
- Elisa Montés, como la chica de unos almacenes.
- Rafael Arcos, como el director de unos almacenes.
- Carlos Estrada, como el fugitivo.
- Luis Prendes, como el policía.
- Fernando Rey, como el sacerdote.
- Julia Martínez, como María.
- Jesús Puente, como el marido de María.
- María Teresa Dressel, como la telefonista.[2]

## Exteriores
Rodada en su totalidad de noche en Alcalá de Henares, San Lorenzo de El Escorial, Guadalajara, Madrid y Torrelaguna.

## Galardones
- José Luis Ozores fue galardonado con el Premio del Sindicato Nacional del Espectáculo.